# فرودگاه شهری فرانکلین–جان بورلی رز
فرودگاه شهری فرانکلین-صحرایی جان بورلی رز (به انگلیسی: Franklin Municipal-John Beverly Rose Airport) (به زبان بومی: John Beverly Rose Field) یک فرودگاه همگانی بهره‌برداری هوایی با کد یاتا FKN است که یک باند فرود آسفالت دارد و طول باند آن ۱۵۱۷ متر است. این فرودگاه در کشور ایالات متحده آمریکا قرار دارد و در ارتفاع ۱۲ متری از سطح دریا واقع شده است.